# Amtsgericht Weißenhorn
Das Amtsgericht Weißenhorn war ein von 1879 bis 1970 bestehendes bayerisches Gericht der ordentlichen Gerichtsbarkeit mit Sitz in der Stadt Weißenhorn.
Mit Inkrafttreten des Gerichtsverfassungsgesetzes am 1. Oktober 1879 wurde ein Amtsgericht zu Weißenhorn errichtet, dessen Sprengel aus den Orten
- Attenhofen, Balmertshofen, Beuren, Biberach, Biberachzell, Biberberg, Bubenhausen, Grafertshofen, Hegelhofen, Ingstetten, Meßhofen, Niederhausen, Oberhausen, Oberreichenbach, Schießen, Wallenhausen und Weißenhorn vom aufgehobenen Landgerichtsbezirk Weißenhorn,
- Emershofen, Illerberg, Illerzell und Thal vom vorherigen Landgerichtsbezirk Illertissen sowie
- Hittistetten, Senden, Witzighausen und Wullenstetten vom ehemaligen Landgerichtsbezirk Neu-Ulm gebildet wurde.[1][2]

Nächsthöhere Instanz war das Landgericht Memmingen. Am 1. April 1898 erweiterte sich der Amtsgerichtsbezirk Weißenhorn noch um die zuvor zum Amtsgerichtsbezirk Neu-Ulm gehörenden Gemeinden Berg, Erbishofen, Ettlishofen, Pfaffenhofen an der Roth, Raunertshofen, Roth und Volkertshofen.
Am 1. Januar 1970 wurde das Amtsgericht Weißenhorn aufgelöst und sein Bezirk dem Amtsgericht Neu-Ulm zugewiesen.